# Авдокушин, Евгений Фёдорович
Евгений Фёдорович Авдокушин (род. 28 декабря 1945 года, Москва) — российский экономист, доктор экономических наук, профессор, академик Российской академии социальных наук.

## Биография
Родился 28 декабря 1945 года в г. Москве в семье военнослужащего. В 1961 году окончил 8 классов Загорянской школы № 2 Щёлковского района Московской области.
В 1963 году начал трудиться в качестве механика-оператора и водителя электрокара.
1961—1965 годы — студент Московского политехникума.
1965—1968 годы — служба в рядах Советской Армии.
1968−1973 годы — учёба в Московском государственном университет имени М. В. Ломоносова на экономическом факультете, по окончании которого получил специальность «экономист».
В 1973—1974 годах — учебно-научная стажировка в Сингапуре (Наньянский технологический университет)
В 1974−1977 годах обучался в аспирантуре экономического факультета МГУ имени М. В. Ломоносова, подготовил кандидатскую диссертацию по экономической мысли современного Китая («Критика маоистcкой теории социализма») и в 1978 году успешно её защитил.
1978−1984 годах — ассистент, старший преподаватель, доцент, заместитель декана факультета зарубежных кооператоров в Московском кооперативном институте.
В 1984—1985 годах — стажировка в Пекинском государственном университете, руководитель группы стажеров в Пекине. Организовал первую с 1950-х годов выставку в Пекинском университете о достижениях СССР.
1985—1989 годы — доцент, заместитель декана, декан факультета зарубежных кооператоров Московского кооперативного института.
1989−1992 — сотрудник Торгпредства СССР (РФ) в Китайской Народной республике (Пекин), заместитель руководителя объединённого Профкома сотрудников Посольства и Торгпредства.
1992—1994 — Директор Международного кооперативного учебного центра.
1992−1996 — Проректор по международным связям Московского университета потребительской кооперации, директор международного кооперативного учебного центра. В 1992 году профессор по кафедре «Международные экономические отношения», руководитель ряда программ TASIS.
1991—1997 — Генеральный директор ООО «Кэсэй-М» (CATHAY-M), Президент «Нокус—М», основатель одной из первых пейджинговых станций в Москве.
1996—1997 годы — начальник отдела по связям со странами Юго-Восточной Азии и Китаем компании «Заря».
1996—2014 годы — заведующий кафедрой мировой экономики в Российском университете кооперации.
2010 — по настоящее время — руководитель Центра азиатских исследований Экономического факультета МГУ.
2015 — по настоящее время — профессор кафедры экономической теории и менеджмента Института социально-гуманитарного образования в Московском педагогическом государственном университете.

### Научно-педагогическая деятельность
Трудовая деятельность непосредственно связана с научно-педагогической деятельностью. Под его научным руководством подготовлены 8 докторов наук и более 30 кандидатов наук.
- Основатель школы «Новая экономика». Председатель межрегиональной группы Института проблем новой экономики.
- Один из основателей, главный научный редактор журнала «Вопросы новой экономики»[2], который издаётся с 2004 года.
- Член редколлегий журналов «Славяноведение» (Сеул, Корея), «Регион» (международный журнал совместного издания Университета Ханхук Сеул и Мичиганского университета (США)).
- Член диссертационного совета по мировой экономике экономического факультета МГУ имени М. В. Ломоносова.
- Эксперт Российского гуманитарного фонда (РГНФ).
- Специалист по проблемам мировой экономики, международным отношениям, экономики и экономической мысли Китая, а также теории и практики международного бизнеса.

## Список научных публикаций
1. Политическая экономия после смерти Мао Цзэдуна. — ИНИОН АН СССР. — 1980. — 3 п.л.[источник не указан 1670 дней]
2. Актуальные проблемы политической экономии социализма и КНР в конце 70-х годов — начале 80-х годов. — Монография. — ИНИОН АН СССР. — 1984. — 14, 2 п.л.[3]
3. Изменения в системе планирования в Китае/ Проблемы дальнего Востока. — 1986. — № 3. — 1,0 п.л.[источник не указан 1670 дней]
4. Развитие экономической мысли КНР (70-80-е гг.)/ Проблемы дальнего Востока. — 1987. — № 1. — 1,1 п.л.[источник не указан 1670 дней]
5. Теория и практика «социалистической конкуренции»/ Проблемы дальнего Востока. — 1987. — № 5. — 1,2 п.л.[источник не указан 1670 дней]
6. Проблемы «плана и рынка» в китайской экономической литературе. В ст. «Теоретические проблемы экономической реформы в КНР». — ИНИОН АН СССР. — 1988. — 2,6 п.л.[источник не указан 1670 дней]
7. Теория и практика паевой экономики/ Проблемы дальнего Востока. — 1988. — № 32. — 1,0 п.л.[источник не указан 1670 дней]
8. План и рынок/ Проблемы дальнего Востока. — 1989. — № 2. — 1,0 п.л.[источник не указан 1670 дней]
9. Индивидуальная трудовая деятельность в КНР (глава в научно-справочном пособии). — Экономика. — 1989. — 1 п.л.[источник не указан 1670 дней]
10. Теоретические основы экономической реформы в КНР. — Монография. — ВЗПИ Росвузнаука. — 1990. — 13,5 п.л.[источник не указан 1670 дней]
11. О чём говорит практика стабилизации рынка в Китае/ Проблемы дальнего Востока. — 1990. — № 6. — 1,0 п.л.[источник не указан 1670 дней]
12. Кооперативы по производству товаров и оказанию услуг. — Глава в справочном пособии. — М.: Экономика. — 1991. — 2,0 п.л.[источник не указан 1670 дней]
13. Китайский валютный рынок/ Проблемы дальнего Востока. — 1990. — № 6. — 1,1 п.л.[источник не указан 1670 дней]
14. Всемирная история экономической мысли. Том 3. — М.: Мысль. — 1,0 п.л.[источник не указан 1670 дней]
15. Всемирная история экономической мысли. Том 4. — М.: Мысль. — 1,0 п.л.[источник не указан 1670 дней]
16. Наши деловые партнеры: Китай. — М.: Международные отношения. — 1992. — 1,2 п.л.[источник не указан 1670 дней]
17. Индивидуальная предпринимательская деятельность. — М.:Экономика. — 1992. — 1,2 п.л.[источник не указан 1670 дней]
18. Организация внешнеэкономических связей. — Глава в учебном пособии. — Издательство Московского университета потребительской кооперации. — М., 1993. — 1,0 п.л.[источник не указан 1670 дней]
19. Свободные (специальные) экономические зоны. — Научно-учебное пособие. — М.: МУПК. — 1993 — 5 п.л.[источник не указан 1670 дней]
20. Некоторые особенности экономической мысли КНР на современном этапе. — Сборник «Основные итоги и задачи советского китаеведения». — М.: Наука. — 1984. — 0,5 п.л.[источник не указан 1670 дней]
21. Развитие экономической мысли КНР (70-80-е гг.)/ Проблемы дальнего Востока. — 1987. — № 1. — 1,1 п.л.[источник не указан 1670 дней]
22. Кооперативный сектор китайской экономики. — Советская потребительская кооперация. — 1987. — № 3. — 0,5 п.л.[источник не указан 1670 дней]
23. Аренда на селе: сбыт и снабжение/ Проблемы дальнего Востока. — 1990. — № 2. — 0,7 п.л.[источник не указан 1670 дней]
24. Возникновение ревизионизма. Э.Бернштейн. Глава 38 в учебном пособии «История экономических учений». — МГУ. — 1989. — 0,4 п.л.[источник не указан 1670 дней]
25. Китай: долгая дорога реформ. — Экономика и жизнь. — 1992. — № 33. — 0,4 п.л.[источник не указан 1670 дней]
26. Возрастание роли кооперативного сектора в Китае. — Проблемы теории и практики управления. — М. — 1993. — 0,5 п.л.[источник не указан 1670 дней]
27. Организация технологических центров в Китае. — Проблемы теории и практики управления. — № 4. — 1994. — 0,5 п.л.[источник не указан 1670 дней]
28. Китай. Наши деловые партнеры. В соавторстве. — М.: Международные отношения. — 10, 5 п.л.[источник не указан 1670 дней]
29. Социальная цена экономической реформы в Китае. — Социальные цели и социальная реформа. — М.: Институт экономики РАН. — 1994. — 0,8 п.л.[источник не указан 1670 дней]
30. Тайваньская модель развития экономики. — Проблемы теории и практики управления. — 1995. — № 3. — 0,5 п.л.[источник не указан 1670 дней]
31. Энциклопедическое издание в 6 т. Всемирная история экономической мысли. Раздел «развитие экономической науки в КНР». — М.: Мысль. — 1997. — 1,2 п.л.[источник не указан 1670 дней]
32. Особенности экономической науки в КНР. — История экономических учений. — М.: ИНФРА — М. — 1998. — 2 п.л.[источник не указан 1670 дней]
33. Управление международными экономическими отношениями. — Учебное пособие. — Издательство Московского университета потребительской кооперации (в соавторстве с Маюровым В. Г.). — 1999. — 7,0 п.л.[источник не указан 1670 дней]
34. Международные экономические отношения. — Учебник. — М.: 1996—2004, около 100 тыс.экз. Издательство «Маркетинг» — 6 изданий — 21,0 п.л. «Юристъ». — 2 издания. — 23, 5 п.л.[источник не указан 1670 дней]
35. Хозяйственный механизм Китая. — Планируемая рыночная экономика. — М.: Экономическая газета. — 2000. — 1, 5 п.л.[источник не указан 1670 дней]
36. Экономика Китайской Народной Республики. — Мировая экономика. Экономика зарубежных стран. — М.: Флинта. — 2000. — 1,2 п.л.[источник не указан 1670 дней]
37. Глобализация российского бизнеса. — Глобализация мирового хозяйства и национальные интересы России. — М.: ТЕИС. — 2002. — 1,0 п.л.[4]
38. Банковско-финансовая система — в Китай на пути модернизации и реформ. — М.: Восточная литература. — 1999. — 1,2 п.л.[источник не указан 1670 дней]
39. Маркетинг в международном бизнесе. — М.: Дашков и Ко. — 2002, 2005, 2007. — 20,0 п.л. — 3 издания.[источник не указан 1670 дней]
40. К вопросу о сущности и особенностях «новой экономики». — МГУ — Институт проблем новой экономики. — 2004. — № 1 — 1,0 п.л.[5]
41. Полная конвертируемость рубля: методология и стратегия перехода. — МГУ — Институт проблем новой экономики. — 2004. — № 2 — 0,7 п.л.[5]
42. Нефтяное (ресурсное) проклятие и дефицит стимулов. — В соавторстве. — МГУ — Институт проблем новой экономики. — 2004. — № 3 — 4. — 0,9 п.л.[5]
43. Международное производство — основа новой экономики. — МГУ — Институт проблем новой экономики. — 20045. — № 1 — 0,5 п.л.[5]
44. Выбор параметров паритетного курса и золотовалютных резервов. — Вопросы экономики. — 2004. — № 11. — 1,0 п.л. (в соавторстве).[6]
45. Экономика Китайской Народной Республики. — Мировая экономика. Экономика зарубежных стран. — М.: Флинта. — 2000. — 1,2 п.л.
46. Глобализация российского бизнеса. — Глобализация мирового хозяйства и национальные интересы России. — М.: ТЕИС. — 2002. — 1,0 п.л.[4]
47. Банковско-финансовая система — в Китай на пути модернизации и реформ. — М.: Восточная литература. — 1999. — 1,2 п.л.
48. Маркетинг в международном бизнесе. — М.: Дашков и Ко. — 2002, 2005, 2007. — 20,0 п.л. — 3 издания.
49. К вопросу о сущности и особенностях «новой экономики». — МГУ — Институт проблем новой экономики. — 2004. — № 1 — 1,0 п.л.[5]
50. Полная конвертируемость рубля: методология и стратегия перехода. — МГУ — Институт проблем новой экономики. — 2004. — № 2 — 0,7 п.л.[5]
51. Нефтяное (ресурсное) проклятие и дефицит стимулов. — В соавторстве. — МГУ — Институт проблем новой экономики. — 2004. — № 3 — 4. — 0,9 п.л.[5]
52. Международное производство — основа новой экономики. — МГУ — Институт проблем новой экономики. — 2004. — № 1 — 0,5 п.л.[5]
53. Выбор параметров паритетного курса и золотовалютных резервов. — Вопросы экономики. — 2004. — № 11. — 1,0 п.л. (в соавторстве).
54. Кредитно-денежная система и экономический рост в условиях России. — МГУ — Институт проблем новой экономики. — 2005. — № 2 — 3 — 0, 6 п.л.[5]
55. Факторы предпринимательской модели «новой экономики». — МГУ — Институт проблем новой экономики. — 2006. — № 2-3 — 0,8 п.л.[5]
56. Некоторые особенности функционирования предпринимательской модели «новой экономики». — Белорусский экономический журнал. — Республика Беларусь. — Минск — 2006. — № 4. — 0,8 п.л.[7]
57. Компании КНР и России в процессах транснационализации мировой экономики. — Вопросы новой экономики. — 2007. — № 1. — 1,0 п.л.[8]
58. Инвестиционные риски хеджевых фондов. — Вопросы новой экономики. — 2007. — № 1. — 0, 6 п.л.[8]
59. Секьюритизация как инструмент финансомики. — Вопросы новой экономики. — 2007. — № 2. — 1,2 п.л.[8]
60. Финансовая экономика в системе мировой экономики. — Философия хозяйства МГУ им. Ломоносова. — 2007. — № 6. — 0,8 п.л.[9]
61. Аутсорсинг НИООКР в развитии новой мировой экономики. — Вопросы новой экономики. — 2007. — № 4. — 0,8 п.л.[8]
62. Маркетинговые инструменты новой экономики. — Вопросы новой экономики. — 2007. — № 1. — 0,5 п.л.[8]
63. Некоторые черты и особенности функционирования международных финансовых центров. — Вопросы новой экономики. — 2008. — № 1, 2. — 0,8 п.л.[8]
64. «Новая экономика» и экономический кризис. — Вопросы новой экономики. — 2009. — № 1. — 0,5 п.л.[8]
65. О предпосылках и сущности «новой экономики». — Вопросы новой экономики. — 2009. — № 1. — 0,5 п.л.[8]
66. Развитие новой экономики в Китае. — Сяньдай нзинцзи Синьси. — 2009. — № 3. — Харбин, КНР. — 0,5 п.л. (на китайском языке).[источник не указан 1670 дней]
67. Новая экономика. Под редакцией Авдокушина Е. Ф. и Сизова В. С. — Магистр. — 2009. — 8,0 п.л.
68. Международные аутсорсинговые отношения. — Финансы и кредит. — 2009. — № 22. — 1,0 п.л. (авторские — 0,6 п.л.)
69. Разработка теории «новой экономики» в Китае. — Вопросы новой экономики. — 2009. — № 4. — 0,5 п.л. (в соавторстве с УДи).[8]
70. Новая экономика. Под ред. Авдокушина Е. Ф. — М.: Магистр, 2009, 2012. — 25 п.л. (в соавторстве с Сизовым В. С., 25 п.л.).[10]
71. «Новая экономика» и формирование национальной инновационной системы Китая. — Вопросы новой экономики. — 2010. — № 1. — 0,9 п.л.[8]
72. Модернизация экономики России и перспективы её сотрудничества с Республикой Корея. — Сборник докладов международной научно-практической конференции. Стратегическое партнерство между Россией и Кореей: условия и перспективы развития. — Взгляд из России. — 07.10.2010. — Сеул Республики Корея. — Институт российских исследований. Университет иностранных языков Ханкук. — 0,6 п.л.[источник не указан 1670 дней]
73. Новая экономика и формирование национальной инновационной системы Китая. — Вопросы новой экономики. — 2010. — № 1. — 0,9 п.л.[8]
74. Глокализация как объективный процесс и корпоративная стратегия. — Вопросы новой экономики. — 2010. — № 2. — 1,0 п.л.[8]
75. Модернизация экономики России. — Вопросы новой экономики. — 2010. — № 4. — 0,5 п.л.[8]
76. Национальная инновационная система Японии. — Вопросы новой экономики. — 2010. — № 4. — 0,5 п.л.[8]
77. Модернизация экономики России и развитие экономических связей с Республикой Корея. — Материалы международной научно-практической конференции. — Сеул Ю.Корея, октябрь 2010. — № 4.
78. Международное предпринимательство. — РУК. — 2010 (в соавторстве).[9]
79. О сущности и особенностях новой экономики. — Вопросы новой экономики. — 2011. — № 1. — с.9-15.[8]
80. Внешнеэкономические стратегии ведущих компаний стран БРИКС. — Маркетинг в России и за рубежом. — № 1. — с.10-23. — 0,6 п.л. (совместно с Жариковым М. В.).
81. Новая экономика: этапы, особенности и её становления и развития. — Вопросы новой экономики. — 2011. — № 2. — 0,5 п.л.[8]
82. Основные черты и особенности становления и развития национальной инновационной системы Сингапура. — Вопросы новой экономики. — 2011. — № 3. — с.43-57. — 0,8 п.л. (совместно с Фроловым А.).[8]
83. Финансовая экономика как определяющий фактор новой мировой экономики. — Вопросы новой экономики. — 2011. — № 4. — с.3-12. — 0,5 п.л.[8]
84. Национальная инновационная система Японии. — Национальные инновационные системы. Монография. Экономический факультет МГУ имени Ломоносова. — Макс Пресс. — 2011. — с.157-185.[9]
85. Новой экономике — новую финансовую систему. — Вопросы новой экономики. — 2012. — № 4. — с.3-13. — 0,5 п.л.[8]
86. Международные финансовые отношения. — Учебное пособие. — М.: Дашков и Ко. — 2012, 2013, 2015. — 24,75 п.л.[9]
87. О перспективах развития мировой экономики и экономики РФ в посткризисный период. — Жэньминь экибао. — 26.12.2012. — 0,3 п.л.[9]
88. Перспективы интернационализации китайского юаня: может ли юань стать мировой валютой. — Вопросы новой экономики. — 2012. — № 2. — с.43-50. — 0,5 п.л.[8]
89. Новые инструменты финансомики — высокочастотные торговые биржевые работы. — Вопросы новой экономики. — 2012. — № 41. — с.4-10. — 0,5 п.л.[8]
90. Рейтингономика: сущность и роль в функционировании финансомики. — Монография золотой фонд научных трудов ученых Российского университета кооперации. — М.:РУК, Канцлер. 2012. — с.141-152.[9]
91. О сути и особенностях китайской экономической модели. — Вопросы новой экономики. — 2013. — № 1. — с.23-26. — 0,5 п.л.[8]
92. Страны БРИКС в современной мировой экономике. Научная монография. — М.: Магистр. — 2013. — (в соавторстве с Жариковым М. В. — доля 25 п.л.).[9]
93. Деривативы в структуре финансовых инноваций. — Вопросы новой экономики. — 2013. — № 3. — с. 10-17. — 0,5 п.л.[8]
94. Открытые инновации как элемент матрицы новой экономики. — Вопросы новой экономики. — 2013. — № 4. — с. 10-17. — 0,5 п.л.[8]
95. О некоторых чертах новой экономики. — Вопросы новой экономики. — 2014. — № 1. — 0,8 п.л.[8]
96. Рейтингономика как инструмент финансовой экономики. — Вопросы новой экономики. — 2014. — № 2. — 0,7 п.л.[8]
97. Теоретические основы инклюзивного развития экономики. — Вопросы новой экономики. — 2014. — № 1. — 0,8 п.л.[8]
98. Маркетинговые инструменты для новой экономики. — Фундаментальные и прикладные исследования КСЭ. — 2014. — № 3. — 0,5 п.л.[9]
99. Новая экономика: теория и практика / Е. Ф. Авдокушин; Под ред. Е. Ф. Авдокушина, В. С. Сизова. — М.: Магистр: НИЦ ИНФРА-М, 2014. (в соавторстве — доля 23 п.л.).[9]
100. Глобализация и международная экономическая интеграция. — Научная монография. — М.: Магистр, 2015 г. (в соавторстве — доля 3 п.л.).[11]
101. Мировая экономика. Экономика стран и регионов. — Учебник для академического бакалавриата/ Под ред. В. П. Колесова, М. Н. Осьмовой — Главы 10,11,12, — М.: ЮРАЙТ, 2015 г.(в соавторстве — доля 3 п.л.).
102. Циклическая динамика реального валютного курса — закономерность экономики развивающихся стран? — Вопросы новой экономики. — 2014 — № 4, — 2015 — № 1. — (в соавторстве — доля 1 п.л.).[2]
103. Как начать свой бизнес: дух предпринимательства . — Вопросы новой экономики. — 2015 . — № 2. — 0,8 п.л.[12]
104. Радикальные инновации в России: факторы развития и роль частно-государственного партнерства. — Вопросы новой экономики 2016, № 4. — 1,0 п.л. Фролов А. В. (соавторство).[10]
105. Некоторые тенденции российского экспорта продовольственных товаров в контексте развития международной торговли. — Журнал Food and Raw Material. — 2016. — № 2. — с.148-187 (на англ. Яз.). — 1,0 п.л. (соавторство).[10]
106. «Новая нормальность» новой мировой экономики и пути её преодоления. — Вопросы новой экономики. — 2016. — № 1. — 0,6 п.л.[10]
107. Мобильно-цифровые технологии как фактор формирования новой экономики. — Вопросы новой экономики.- 2016. — № 2. — 0,9 п.л.[10]
108. ЕАЭС в системе современных процессов международной экономической интеграции. — Вопросы новой экономики. — 2016. — № 3 (в соавторстве с А.Цой). — 0,7 п.л. (0,5 АЕФ).[10]
109. Железнодорожный транспорт в условиях трансформации мировой экономики. — Вопросы новой экономики. — 2017. — № 1. — с.5-15. — 1.0 п.л.[10]
110. Поворот на Восток. Евразийский вектор экономического развития России. — Вопросы новой экономики. — 2017. — № 2. — с.4-15. — 1 п.л.[10]
111. Внешнеэкономический вектор стратегии России, «поворот на Восток». — Вопросы новой экономики. — 2017. — № 3. — 2 п.л.[10]
112. Поворот России на Восток: стратегия XXI века — Шэньян (КНР), пров. Ляонин, в Сб. трудов конференции: "Евразийские страны: Развитие и кооперация в контексте инициативы «Один пояс — один путь». — Издательство Ляонинского государственного университета. — июнь 2017.[10]

## Награды и звания
- Доцент по кафедре политической экономии (1983 год)
- Профессор по кафедре «Международные экономические отношения» (23.02.1994)
- Почётный профессор Гонконгского университета,
- Диплом академика Российской академии социальных наук (1994), Председатель московского регионального отделения академии.
- Почетный работник высшего профессионального образования РФ (Приказ № 40103 от 21.12.2012)
- Почетная грамота Посольства СССР в КНР за добросовестную работу и активное участие в общественной жизни коллектива (от 06.11.1991)
- Почетный знак Центросоюза РФ "30 лет безупречной работы в потребительской кооперации (№ 194-С от 21.06.2006)
- Медаль «100 лет профсоюзам России»[13] (2012)
- Победитель конкурса на лучшую научную книгу Российской Академии образования за 2005 год: за учебник «Международные экономические отношения»
- Участник швейцарской энциклопедии Хюбнера «Who is who в России» в 2011 году
- Действительный член Национального географического общества
- Почётная грамота Посольства СССР в КНР за добросовестную работу и активное участие в общественной жизни коллектива (6.11.1991)
- Почетный знак Центросоюза РФ "30 лет безупречной работы в потребительской кооперации (№ 194-С от 21.06.2006)
- Почётный работник высшего профессионального образования РФ (21.12.2012)[14]
- Победитель конкурса на лучшую научную книгу Российской Академии образования за 2005 год: за учебник «Международные экономические отношения»
- Участник швейцарской энциклопедии Хюбнера «Who is who в России» в 2011 году

## Семья, увлечения
Спорт. В студенческие годы начал активно заниматься спортом — легкой атлетикой. В период обучения получал спортивные награды. Многократный чемпион МГУ в беге на средние дистанции, пятикратный победитель призового этапа эстафеты на приз газеты «Московский университет».
Абсолютный чемпион Москвы среди студентов 1972 года в беге 5 000 м, победитель зимнего чемпионата Москвы и Первых Московских студенческих игр. Председатель Спортсовета экономического факультета МГУ, почётный член Спортклуба МГУ, победитель Всесоюзной телевизионной программы «Молодцы» (Центральное телевидение СССР).
В период обучения в аспирантуре МГУ являлся комиссаром стройотряда МГУ. Чемпион и призёр Сингапура в открытом чемпионате Сингапура по кроссу (3 мили) и эстафете в составе команды Сингапурского университета в ноябре 1973-го и январе 1974-го годов.